# Église éthiopienne orthodoxe en exil
L'Église éthiopienne orthodoxe en exil était une Église des trois conciles autocéphale née d'un schisme de l'Église éthiopienne orthodoxe après le dépôt du patriarche Abouna Merkorios en 1991 et son exil aux États-Unis. Elle a cessé d'exister en 2018 avec la réconciliation accompagnée d'une fusion avec l'Église orthodoxe éthiopienne.

## Histoire
Après la chute du régime de Derg en Éthiopie en 1991 et l'installation de nouvelles autorités, le patriarche Abouna Merkorios abdiqua. L'Église élut alors un nouveau patriarche, Abouna Paulos. L'ancien patriarche Abouna Merkorios s'installa ensuite à l'étranger (d'abord au Kenya puis aux États-Unis) et annonça de son exil que son abdication avait été faite sous la coercition et qu'il était toujours le patriarche légitime de l'Église d'Éthiopie. Plusieurs évêques le suivirent dans l'exil et ont formé un synode alternatif.
En janvier 2007, treize nouveaux évêques sont ordonnés par Abuna Merkorios et par quatre autres évêques.
En juillet 2018, le premier ministre éthiopien Abiy Ahmed en visite aux États-Unis annonce un accord entre l’Église orthodoxe éthiopienne officielle dirigée par le patriarche Abune Mathias et les communautés chrétiennes de la diaspora fidèles au patriarche Abuna Merkorios. L'accord prévoit le retour du patriarche dans son pays ou il sera hébergé dans une résidence pour lui, et que désormais l’Église officielle et la diaspora ne formeront plus qu'un seul Synode, entrainant ainsi la fin de l'exil.
Fin de la dissidence après la fusion des deux synodes en août 2018.

## Organisation
L'Église était présente aux États-Unis, au Canada, en Australie et en Europe de l'Ouest.